# Isaac Thomas Thornycroft
Isaac Thomas Thornycroft (Brentford, 22 november 1881 - Basingstoke, 6 juni 1955) was een Brits Motorbootracer. 
Thomas Thornycroft werd samen met zijn ploeggenoten Bernard Redwood en John Field-Richards in 1908 olympisch kampioen in de 60 voet en de 6,5 tot 8 meter.

## Palmares

### Olympische Zomerspelen
| Jaar | Plaats | Resultaten  |
| ---- | ------ | ----------- |
| 1908 | Londen | open klasse |